# سرزمین‌های سرد
سرزمین‌های سرد (به انگلیسی: The Cold Lands) فیلمی محصول سال ۲۰۱۳ و به کارگردانی تام گیلروی است. در این فیلم بازیگرانی همچون لیلی تیلور، پیتر اسکاناوینو، نیک ساندو و جان وینتیمیلیا ایفای نقش کرده‌اند. 